# Lịch sử hành chính Hòa Bình
Hòa Bình là một tỉnh thuộc vùng Tây Bắc Bộ. Phía bắc giáp tỉnh Phú Thọ, phía nam giáp tỉnh Thanh Hóa và tỉnh Ninh Bình, phía đông giáp tỉnh Hà Nam và thủ đô Hà Nội, phía tây giáp tỉnh Sơn La. Tính đến ngày 12 tháng 6 năm 2025, tỉnh Hòa Bình có 10 đơn vị hành chính cấp huyện, gồm 09 huyện và 01 thành phố; 151 đơn vị hành chính cấp xã, gồm 129 xã, 12 phường và 10 thị trấn.

## Giai đoạn 1945 - 1954

### Về phíaViệt Nam Dân chủ Cộng hòa
Sau Cách mạng tháng 8 năm 1945, bỏ cấp phủ, gọi chung là huyện. Tổ chức hành chính trên địa bàn gồm thị xã Hòa Bình và 5 huyện: Đà Bắc, Kỳ Sơn, Lạc Sơn, Lương Sơn, Mai Châu.
Năm 1947, các xã: Thịnh Lang, Yên Mông, Hòa Bình của huyện Kỳ Sơn được sáp nhập về huyện Đà Bắc quản lý.
Năm 1948, hợp nhất một số xã thuộc huyện Kỳ Sơn; sáp nhập 2 xã Tiến Xuân và Yên Quang của huyện Lương Sơn vào huyện Kỳ Sơn.
Năm 1950, các xã: Thịnh Lang, Yên Mông, Hòa Bình của huyện Đà Bắc được sáp nhập lại về huyện Kỳ Sơn quản lý; hợp nhất huyện Mai Châu và huyện Đà Bắc thành một huyện lấy tên là huyện Mai Đà.
Năm 1953, huyện Lạc Thủy của tỉnh Hà Nam được sáp nhập vào tỉnh Hòa Bình, sáp nhập 5 xã: Quang Minh, Phú Thịnh, Đoàn Kết, Bảo Lương, Yên Sơn thuộc huyện Nho Quan của tỉnh Ninh Bình sáp nhập vào huyện Lạc Thủy.

## Giai đoạn 1954 - 1975
Năm 1954, chia tách một số xã thuộc các huyện Kỳ Sơn, Lạc Thủy.
Năm 1955, chia tách một số xã thuộc các huyện Kỳ Sơn, Lạc Sơn.
Năm 1956, chia tách một số xã thuộc các huyện Mai Đà, Lạc Sơn, Lương Sơn.
Năm 1957, chia tách một số xã thuộc các huyện Đà Bắc, Kỳ Sơn, Mai Châu. Cùng năm, chia huyện Mai Đà thành hai huyện lấy tên là huyện Mai Châu và huyện Đà Bắc; chia huyện Lạc Sơn thành hai huyện lấy tên là huyện Lạc Sơn và huyện Tân Lạc.
Năm 1959, chia huyện Lương Sơn thành hai huyện lấy tên là huyện Lương Sơn và huyện Kim Bôi.
Năm 1960, sáp nhập 5 xã: Yên Quang, Yên Bình, Yên Trung, Tiến Xuân, Đông Xuân của huyện Kỳ Sơn vào huyện Lương Sơn.
Năm 1963, chia tách một số xã thuộc các huyện Kim Bôi.
Năm 1964, chia huyện Lạc Thủy thành hai huyện lấy tên là huyện Lạc Thủy và huyện Yên Thủy.
Năm 1967, thành lập thị trấn nông trường Thanh Hà.
Năm 1968, thành lập thị trấn nông trường Cao Phong thuộc huyện Kỳ Sơn. Cùng năm, sáp nhập xã Đào Lâm vào xã Cao Răm thuộc huyện Lương Sơn thành một xã lấy tên là xã Cao Răm.
Năm 1971, sáp nhập 8 xã: Tân Thành, Hợp Châu, Cao Dương, Cao Thắng, Long Sơn, Thanh Lương, Hợp Thanh, Thanh Nông của huyện Lương Sơn về huyện Kim Bôi.

## Giai đoạn 1975 - 2025

### TỉnhHà Sơn Bình

#### Năm 1975: Quốc hội nướcViệt Nam Dân chủ Cộng hòakhóa V, Kỳ họp thứ 2
- Nghị quyết ngày 27 tháng 12 năm 1975 của Quốc hội nước Việt Nam Dân chủ Cộng hòa khóa V, Kỳ họp thứ 2[8] về việc hợp nhất một số tỉnh:
- Tỉnh Hòa Bình, tỉnh Hà Tây, tỉnh Hà Sơn Bình

1. Hợp nhất tỉnh Hòa Bình và tỉnh Hà Tây thành một tỉnh mới, lấy tên là tỉnh Hà Sơn Bình.
2. Tổ chức trên địa bàn gồm 10 đơn vị hành chính cấp huyện, bao gồm thị xã Hòa Bình và 9 huyện: Đà Bắc, Kim Bôi, Kỳ Sơn, Lạc Sơn, Lạc Thủy, Lương Sơn, Mai Châu, Tân Lạc, Yên Thủy.

#### Năm 1978: Quyết định số 53-HĐBT
- Quyết định số 53-HĐBT[9] ngày 27 tháng 3 năm 1978 của Hội đồng Bộ trưởng về việc thành lập thị trấn Bo và hợp nhất một số xã thuộc huyện Kim Bôi, tỉnh Hà Sơn Bình:
- Huyện Kim Bôi

1. Hợp nhất xã Hạ Bì, xã Trung Bì và xã Thượng Bì thuộc huyện Kim Bôi, thành một xã lấy tên là xã Hạ Bì.
2. Thành lập thị trấn Bo, thuộc huyện Kim Bôi.

#### Năm 1978: Quyết định số 134-BT
- Quyết định số 134-BT[10] ngày 3 tháng 8 năm 1978 của Phủ Thủ tướng về việc sáp nhập xã Hòa Bình và xã Thịnh Lang của huyện Kỳ Sơn vào thị xã Hòa Bình, tỉnh Hà Sơn Bình:
- Huyện Kỳ Sơn, thị xã Hòa Bình

1. Sáp nhập xã Hòa Bình và xã Thịnh Lang của huyện Kỳ Sơn, tỉnh Hà Sơn Bình vào thị xã Hòa Bình cùng tỉnh.

#### Năm 1981: Quyết định số 3-CP
- Quyết định số 3-CP[11] ngày 3 tháng 1 năm 1981 của Hội đồng Chính phủ về việc thống nhất tên gọi các đơn vị hành chính ở nội thành nội thị:

1. Từ nay ở nội thành, đơn vị hành chính cấp dưới trực tiếp của thành phố trực thuộc trung ương đều thống nhất gọi là quận; các đơn vị hành chính cơ sở ở nội thành, nội thị của các thành phố thuộc tỉnh, thị xã và quận gọi là phường.

#### Năm 1983: Quyết định số 130-HĐBT
- Quyết định số 130-HĐBT[12] ngày 11 tháng 11 năm 1983 của Hội đồng Bộ trưởng về việc mở rộng thị xã Hòa Bình thuộc tỉnh Hà Sơn Bình:
- Huyện Kỳ Sơn, thị xã Thái Bình

1. Tách xã Thái Bình của huyện Kỳ Sơn để sáp nhập vào thị xã Hòa Bình.

#### Năm 1985: Quyết định số 55-HĐBT
- Quyết định số 55-HĐBT[13] ngày 27 tháng 2 năm 1985 của Hội đồng Bộ trưởng về việc phân vạch, điều chỉnh địa giới một số xã của huyện Đà Bắc thuộc tỉnh Hà Sơn Bình:
- Huyện Đà Bắc

1. Sáp nhập hai xã Tân Lập và Dân Lập làm một xã lấy tên là xã Tân Dân.
2. Giải thể xã Hào Tráng.
3. Tách 2100 hécta đất tự nhiên thuộc xã Tu Lý để thành lập xã Hào Lý.
4. Tách 1143 hecta đất tự nhiên (xóm Rằng) thuộc xã Tu Lý để sáp nhập vào xã Cao Sơn cùng huyện.

#### Năm 1985: Quyết định số 56-HĐBT
- Quyết định số 56-HĐBT[14] ngày 28 tháng 2 năm 1985 của Hội đồng Bộ trưởng về việc điều chỉnh địa giới một huyện thuộc tỉnh Hà Sơn Bình:
- Huyện Đà Bắc, huyện Tân Lạc

1. Tách xã Ngòi Hoa thuộc huyện Đà Bắc để sáp nhập vào huyện Tân Lạc.
2. Huyện Tân Lạc có 23 xã là xã Ngọc Mỹ, Đồng Nai, Thanh Hối, Tử Nê, Mãn Đức, Quy Hậu, Mỹ Hoà, Phong Phú, Địch Giáo, Tuân Lộ, Quy Mỹ, Do Nhân, Lô Sơn, Gia Mõ, Trung Hoà, Phú Vinh, Phú Cường, Quyết Chiến, Lũng Vân, Nam Sơn, Bắc Sơn, Ngổ Luông và Ngòi Hoa.

- Huyện Đà Bắc, huyện Kỳ Sơn

1. Tách xã Thung Nai thuộc huyện Đà Bắc để sáp nhập vào huyện Kỳ Sơn.
2. Huyện Kỳ Sơn có 25 xã và 1 thị trấn là xã Yên Thượng , Yên Lập, Dũng Phong, Nam Phong, Tân Phong, Tây Phong, Xuân Phong, Đông Phong, Bắc Phong, Thu Phong, Bình Thanh, Thống Nhất, Dân Chủ, Sủ Ngòi, Độc Lập, Yên Mông, Trung Minh, Phú Minh, Hợp Thành, Hợp Thịnh, Mông Hóa, Phúc Tiến, Dân Hoà, Dân Hạ, Thung Nai và thị trấn Cao Phong.
3. Sau khi điều chỉnh địa giới, huyện Đà Bắc có 20 xã là xã Mường Tuổng, Mường Chiềng, Đồng Nghê, Đồng Ruộng, Đồng Chum, Tân Pheo, Tân Dân, Tân Minh, Toàn Sơn, Tiền Phong, Tu Lý, Giáp Đất, Trung Thành, Đoàn Kết, Cao Sơn, Suối Nánh, Vầy Nưa, Hào Lý, Yên Hoà và Hiền Lương.

#### Năm 1986: Quyết định số 103-HĐBT
- Quyết định số 103-HĐBT[15] ngày 6 tháng 9 năm 1986 của Hội đồng Bộ trưởng về việc thành lập một số thị trấn của các huyện Lương Sơn, Phú Xuyên thuộc tỉnh Hà Sơn Bình:
- Huyện Lương Sơn

1. Giải thể xã Hùng Sơn và thị trấn nông trường Cửu Long để thành lập thị trấn Lương Sơn (thị trấn huyện lỵ huyện Lương Sơn).

#### Năm 1988: Quyết định số 49-HĐBT
- Quyết định số 49-HĐBT[16] ngày 19 tháng 3 năm 1988 của Hội đồng Bộ trưởng về việc thành lập một số thị trấn của các huyện Mỹ Đức, Tân Lạc và Thường Tín thuộc tỉnh Hà Sơn Bình:
- Huyện Tân Lạc

1. Tách các xóm Chiềng và Minh Khai của xã Mãn Đức với 205 hécta diện tích tự nhiên và 1.921 nhân khẩu; Xóm Tân Hồng của xã Quy Hậu với 12,1 hécta diện tích tự nhiên và 169 nhân khẩu để thành lập thị trấn Mường Khến.

#### Năm 1988: Quyết định số 71-HĐBT
- Quyết định số 71-HĐBT[17] ngày 24 tháng 4 năm 1988 của Hội đồng Bộ trưởng về việc phân vạch địa giới hành chính huyện Kỳ Sơn và thị xã Hòa Bình thuộc tỉnh Hà Sơn Bình:
- Huyện Kỳ Sơn, thị xã Hòa Bình

1. Sáp nhập 4 xã: Dân Chủ, Sủ Ngòi, Thống Nhất, Yên Mông với 5.661,14 hécta diện tích tự nhiên và 8.529 nhân khẩu của huyện Kỳ Sơn vào thị xã Hòa Bình.
2. Thị xã Hòa Bình có 6 phường Chăm Mát, Đồng Tiến, Hữu Nghị, Phương Lâm, Tân Hoà, Tân Thịnh, và 7 xã Dân Chủ, Hòa Bình, Sủ Ngòi, Thái Bình, Thịnh Lang, Thống nhất, Yên Mông với 13,343 hécta diện tích tự nhiên và 78,244 nhân khẩu.
3. Huyện Kỳ Sơn có thị trấn nông trường Cao Phong và 21 xã Bắc Phong, Bình Thanh, Dân Hạ, Dân Hoà, Dũng Phong, Đông Phong, Dộc Lập, Mông Hóa, Nam Phong, Hợp Thành, Hợp Thịnh, Phú Minh, Phúc Tiến, Tây Phong, Tân Phong, Thu Phong, Thung Nai, Trung Minh, Xuân Phong, Yên Lập, Yên Thượng với 43.000 hécta diện tích tự nhiên và 51.433 nhân khẩu.

#### Năm 1990: Quyết định số 581/TCCP
- Quyết định số 581/TCCP[18] ngày 26 tháng 12 năm 1990 của Ban Tổ chức – Cán bộ Chính phủ về việc phân vạch điều chỉnh địa giới hành chính một số xã, thị trấn thuộc huyện Mai Châu, Đà Bắc, Chương Mỹ, Lạc Thủy, Lạc Sơn và thị xã Hòa Bình tỉnh Hà Sơn Bình:
- Huyện Mai Châu

1. Thành lập thị trấn Mai Châu (thị trấn huyện lỵ) trên cơ sở giải thể xã Chiềng Sại.

- Huyện Đà Bắc

1. Thành lập thị trấn Đà Bắc (thị trấn huyện lỵ) trên cơ sở 622,5 ha diện tích tự nhiên và 3.483 nhân khẩu [của xã Tu Lý].

- Huyện Lạc Thủy

1. Thành lập thị trấn Chi Nê (thị trấn huyện lỵ) trên cơ sở 444,5 ha diện tích tự nhiên và 3.096 nhân khẩu của xã Lạc Long, 93 ha diện tích tự nhiên và 1.324 nhân khẩu của xã Đồng Tâm.

- Huyện Lạc Sơn

1. Hoạch định địa giới thị trấn Vụ Bản trên cơ sở ranh giới đã được thỏa thuận giữa các xã Liên Vũ, Xuất Hóa, Yên Phú và thị trấn Vụ Bản.
2. Chia xã Liên Hòa thành hai xã mới, lấy tên là xã Bình Cảng và xã Bình Chân.

- Thị xã Hòa Bình

1. Tách 873 ha diện tích tự nhiên và 632 nhân khẩu của xã Thái Bình; 704 ha diện tích tự nhiên và 453 nhân khẩu của xã Thịnh Lang để thành lập xã Thái Thịnh.

### TỉnhHòa Bình

#### Năm 1991: Quốc hội khóa VIII, Kỳ họp thứ 9
- Nghị quyết ngày 12 tháng 8 năm 1991 của Quốc hội khóa VIII, Kỳ họp thứ 9[19] về việc điều chỉnh địa giới hành chính một số tỉnh, thành phố trực thuộc Trung ương:
- Tỉnh Hà Sơn Bình, tỉnh Hòa Bình

1. Chia tỉnh Hà Sơn Bình thành 2 tỉnh, lấy trên là tỉnh Hòa Bình và tỉnh Hà Tây.
2. Tỉnh Hòa Bình có 10 đơn vị hành chính gồm thị xã Hòa Bình và 9 huyện: Lương Sơn, Đà Bắc, Lạc Sơn, Mai Châu, Kỳ Sơn, Kim Bôi, Tân Lạc, Yên Thủy, Lạc Thủy, có diện tích tự nhiên 4.697 km2 với số dân 670.000 người. Tỉnh lỵ: thị xã Hòa Bình.

#### Năm 1994: Nghị định số 80-CP
- Nghị định số 80-CP[20] ngày 1 tháng 8 năm 1994 của Chính phủ về việc thành lập thị trấn Hàng Trạm thuộc huyện Yên Thủy, thị trấn Kỳ Sơn, thị trấn Cao Phong thuộc huyện Kỳ Sơn, tỉnh Hòa Bình:
- Huyện Yên Thủy

1. Thành lập thị trấn Hàng Trạm (huyện lỵ) thuộc huyện Yên Thủy trên cơ sở xóm Hàng Trạm, xóm Yên Bình, xóm Lạc Phong của xã Yên Lạc và các khu dân cư của nông trường 2/9 định cư trên địa bàn xã Yên Lạc.

- Huyện Kỳ Sơn

1. Thành lập thị trấn Kỳ Sơn (huyện lỵ) thuộc huyện Kỳ Sơn trên cơ sở diện tích 460 ha, nhân khẩu 3.031 của xã Dân Hà.
2. Thành lập thị trấn Cao Phong thuộc huyện Kỳ Sơn trên cơ sở diện tích tự nhiên 944,82 ha, nhân khẩu 3.396 thuộc nông trường Cao Phong (trừ khu vực dân cư đội sản xuất Tây Phong gồm 368 người giao về xã Tây Phong quản lý).
3. Giải thể thị trấn Nông trường 2/9 và thị trấn Nông trường Cao Phong.

#### Năm 1999: Nghị định số 15/1999/NĐ-CP
- Nghị định số 15/1999/NĐ-CP[21] ngày 27 tháng 3 năm 1999 của Chính phủ về việc điều chỉnh địa giới hành chính và thành lập thị trấn, xã của các huyện Kim Bôi, Mai Châu, Lạc Sơn và Yên Thủy, tỉnh Hòa Bình:
- Huyện Kim Bôi

1. Giải thể thị trấn nông trường Thanh Hà thuộc huyện Kim Bôi; dân cư thuộc thị trấn nông trường Thanh Hà hiện đang sinh sống trên địa bàn các xã Hợp Thanh, Nam Thượng, Mỹ Hòa và Phú Thành giao về các xã đó quản lý.
2. Thành lập thị trấn Thanh Hà trên cơ sở 364,98 ha diện tích tự nhiên và 2.187 nhân khẩu của các đội sản xuất 2, 4, 6 và 9 của nông trường Thanh Hà (thuộc địa bàn của xã Thanh Nông).
3. Thành lập xã Trung Bì thuộc huyện Kim Bôi trên cơ sở 1.394,4 ha diện tích tự nhiên và 2.380 nhân khẩu của xã Hạ Bì.
4. Thành lập xã Thượng Bì thuộc huyện Kim Bôi trên cơ sở 1.555,57 ha diện tích tự nhiên và 2.407 nhân khẩu của xã Hạ Bì.

- Huyện Mai Châu

1. Thành lập xã Tân Sơn thuộc huyện Mai Châu trên cơ sở 1.695,6 ha diện tích tự nhiên và 1.090 nhân khẩu của xã Bao La.

- Huyện Lạc Sơn, huyện Yên Thủy

1. Chuyển giao xã Đa Phúc từ huyện Lạc Sơn về huyện Yên Thủy quản lý.
2. Sau khi điều chỉnh địa giới:
  1. Huyện Yên Thủy có 13 đơn vị xã, thị trấn với 28.425 ha diện tích tự nhiên và 57.126 nhân khẩu.
  2. Huyện Lạc Sơn có 29 đơn vị xã, thị trấn với 55.360 ha diện tích tự nhiên và 118.896 nhân khẩu.

#### Năm 1999: Nghị định số 87/1999/NĐ-CP
- Nghị định số 87/1999/NĐ-CP[22] ngày 31 tháng 8 năm 1999 của Chính phủ về việc giải thể thị trấn nông trường Sông Bôi thuộc huyện Lạc Thủy, tỉnh Hòa Bình:
- Huyện Lạc Thủy

1. Nay giải thể thị trấn nông trường Sông Bôi thuộc huyện Lạc Thủy, tỉnh Hòa Bình. Dân cư thuộc thị trấn nông trường hiện đang sinh sống trên địa bàn các xã Đồng Tâm, Lạc Long, Cố Nghĩa, Liên Hòa, Phú Lão, Phú Thành và Hưng Thi được giao về cho các xã nói trên quản lý.

#### Năm 2001: Nghị định số 95/2001/NĐ-CP
- Nghị định số 95/2001/NĐ-CP[23] ngày 12 tháng 12 năm 2001 của Chính phủ về việc chia huyện Kỳ Sơn, tỉnh Hòa Bình thành hai huyện Cao Phong và Kỳ Sơn:
- Huyện Kỳ Sơn, huyện Cao Phong

1. Nay chia huyện Kỳ Sơn, tỉnh Hòa Bình thành hai huyện Cao Phong và Kỳ Sơn.
  1. Huyện Cao Phong có 25.437 ha diện tích tự nhiên và 38.414 nhân khẩu; có 13 đơn vị hành chính trực thuộc gồm các xã : Yên Thượng, Yên Lập, Dũng Phong, Nam Phong, Tây Phong, Tân Phong, Đông Phong, Xuân Phong, Thu Phong, Bắc Phong, Bình Thanh, Thung Nai và thị trấn Cao Phong.
  2. Huyện Kỳ Sơn có 20.203,76 ha diện tích tự nhiên và 32.979 nhân khẩu; có 10 đơn vị hành chính trực thuộc gồm các xã : Dân Hoà, Mông Hoá, Phúc Tiến, Dân Hạ, Phú Minh, Hợp Thịnh, Hợp Thành, Trung Minh, Độc Lập và thị trấn Kỳ Sơn.

#### Năm 2002: Nghị định số 84/2002/NĐ-CP
- Nghị định số 84/2002/NĐ-CP[24] ngày 22 tháng 10 năm 2002 của Chính phủ về việc thành lập phường Thái Bình, Thịnh Lang thuộc thị xã Hòa Bình, tỉnh Hòa Bình:
- Thị xã Hòa Bình

1. Thành lập phường Thái Bình trên cơ sở toàn bộ diện tích tự nhiên và dân số của xã Thái Bình.
2. Thành lập phường Thịnh Lang trên cơ sở toàn bộ diện tích tự nhiên và dân số của xã Thịnh Lang.

#### Năm 2006: Nghị định số 126/2006/NĐ-CP
- Nghị định số 126/2006/NĐ-CP[25] ngày 27 tháng 10 năm 2006 của Chính phủ về việc thành lập thành phố Hòa Bình thuộc tỉnh Hòa Bình:
- Thành phố Hòa Bình

1. Thành lập thành phố Hòa Bình thuộc tỉnh Hòa Bình trên cơ sở toàn bộ diện tích tự nhiên, dân số và các đơn vị hành chính trực thuộc của thị xã Hòa Bình.
2. Thành phố Hòa Bình có 13.276,05 ha diện tích tự nhiên và 95.589 nhân khẩu, có 14 đơn vị hành chính gồm các phường: Phương Lâm, Đồng Tiến, Chăm Mát, Thái Bình, Tân Thịnh, Tân Hòa, Hữu Nghị, Thịnh Lang và các xã: Dân Chủ, Sủ Ngòi, Thống Nhất, Hòa Bình, Yên Mông, Thái Thịnh.
3. Tỉnh Hòa Bình có 11 đơn vị hành chính cấp huyện, gồm các huyện: Cao Phong, Đà Bắc, Kim Bôi, Kỳ Sơn, Lạc Sơn, Lạc Thủy, Lương Sơn, Mai Châu, Tân Lạc, Yên Thủy và thành phố Hòa Bình.

#### Năm 2008: Nghị quyết số 15/2008/QH12
- Nghị quyết số 15/2008/QH12 ngày 29 tháng 5 năm 2008 của Quốc hội về việc điều chỉnh địa giới hành chính thành phố Hà Nội và một số tỉnh có liên quan:
- Tỉnh Hòa Bình, thành phố Hà Nội

1. Chuyển toàn bộ diện tích tự nhiên và dân số hiện tại của 4 xã thuộc huyện Lương Sơn, tỉnh Hòa Bình về thành phố Hà Nội, bao gồm: xã Đông Xuân, xã Tiến Xuân, xã Yên Bình, xã Yên Trung.
2. Sau khi điều chỉnh địa giới hành chính:
  1. Thành phố Hà Nội có diện tích tự nhiên là 334.470,02 ha và dân số hiện tại là 6.232.940 người, bao gồm diện tích tự nhiên và dân số hiện tại của các quận Hoàn Kiếm, Đống Đa, Ba Đình, Hai Bà Trưng, Tây Hồ, Cầu Giấy, Hoàng Mai, Long Biên, Thanh Xuân, các huyện Đông Anh, Từ Liêm, Sóc Sơn, Gia Lâm, Thanh Trì, Ba Vì, Chương Mỹ, Đan Phượng, Hoài Đức, Mỹ Đức, Phú Xuyên, Phúc Thọ, Quốc Oai, Thạch Thất, Thanh Oai, Thường Tín, Ứng Hòa, Mê Linh, các thành phố Hà Đông, Sơn Tây và các xã Đông Xuân, Tiến Xuân, Yên Bình, Yên Trung.
  2. Tỉnh Hòa Bình có diện tích tự nhiên là 459.635,15 ha và dân số hiện tại là 832.543 người. Huyện Lương Sơn có diện tích tự nhiên là 28.684,68 ha và dân số hiện tại là 67.288 người.

#### Năm 2009: Nghị quyết số 31/NQ-CP
- Nghị quyết số 31/NQ-CP[26] ngày 14 tháng 7 năm 2009 của Chính phủ về việc điều chỉnh địa giới hành chính một số huyện và thành phố Hòa Bình, tỉnh Hòa Bình:
- Huyện Kỳ Sơn, thành phố Hòa Bình

1. Điều chỉnh toàn bộ xã Trung Minh thuộc huyện Kỳ Sơn về thành phố Hòa Bình quản lý.
2. Thành phố Hòa Bình có 14.819,75 ha diện tích tự nhiên và 93.409 nhân khẩu; có 15 đơn vị hành chính trực thuộc, bao gồm 7 xã: Trung Minh, Yên Mông, Hòa Bình, Sủ Ngòi, Dân Chủ, Thống Nhất, Thái Thịnh và 8 phường: Đồng Tiến, Phương Lâm, Thái Bình, Chăm Mát, Tân Thành, Tân Thịnh, Tân Hòa, Thịnh Lang.

- Huyện Lương Sơn, huyện Kỳ Sơn

1. Điều chỉnh toàn bộ xã Yên Quang thuộc huyện Lương Sơn về huyện Kỳ Sơn quản lý.
2. Huyện Kỳ Sơn có 21.075,99 ha diện tích tự nhiên và 34.681 nhân khẩu; có 10 đơn vị hành chính trực thuộc, bao gồm các xã: Yên Quang, Dân Hòa, Mông Hóa, Phúc Tiến, Dân Hạ, Phú Minh, Hợp Thịnh, Hợp Thành, Độc Lập và thị trấn Kỳ Sơn.

- Huyện Kim Bôi, huyện Lương Sơn

1. Điều chỉnh 10.607,07 ha diện tích tự nhiên và 29.536 nhân khẩu của huyện Kim Bôi (bao gồm toàn bộ diện tích tự nhiên và nhân khẩu của 07 xã: Tân Thành, Cao Dương, Hợp Châu, Cao Thắng, Long Sơn, Thanh Lương, Hợp Thanh) về huyện Lương Sơn quản lý.
2. Huyện Lương Sơn có 36.985,41 ha diện tích tự nhiên và 92.860 nhân khẩu; có 20 đơn vị hành chính trực thuộc, bao gồm các xã: Cao Răm, Cư Yên, Hòa Sơn, Hợp Hòa, Lâm Sơn, Liên Sơn, Nhuận Trạch, Tân Vinh, Thành Lập, Tiến Sơn, Trường Sơn, Trung Sơn, Tân Thành, Cao Dương, Hợp Châu, Cao Thắng, Long Sơn, Thanh Lương, Hợp Thanh và thị trấn Lương Sơn.

- Huyện Kim Bôi, huyện Lạc Thủy

1. Điều chỉnh 2.585,6 ha diện tích tự nhiên và 7.250 nhân khẩu của huyện Kim Bôi (bao gồm toàn bộ diện tích tự nhiên và nhân khẩu của thị trấn Thanh Hà và xã Thanh Nông) về huyện Lạc Thủy quản lý.
2. Huyện Lạc Thủy có 31.995,11 ha diện tích tự nhiên và 60.624 nhân khẩu; có 15 đơn vị hành chính trực thuộc, bao gồm các xã: An Bình, An Lạc, Cố Nghĩa, Đồng Môn, Đồng Tâm, Hưng Thi, Khoan Dụ, Lạc Long, Liên Hòa, Phú Lão, Phú Thành, Yên Bồng, Thanh Nông, thị trấn Chi Nê và thị trấn Thanh Hà.

- Huyện Đà Bắc, huyện Mai Châu

1. Điều chỉnh toàn bộ xã Tân Dân thuộc huyện Đà Bắc về huyện Mai Châu quản lý.
2. Huyện Mai Châu có 56.454,37 ha diện tích tự nhiên và 55.663 nhân khẩu; có 22 đơn vị hành chính trực thuộc, bao gồm các xã: Tân Dân, Cun Pheo, Bao La, Xăm Khòe, Mai Hịch, Vạn Mai, Mai Hạ, Chiềng Châu, Nà Phòn, Tân Thành, Tòng Đậu, Đồng Bảng, Pà Cò, Hang Kia, Tân Sơn, Pù Bin, Phúc Sạn, Ba Khan, Thung Khe, Noọng Luông, Tân Mai và thị trấn Mai Châu.
3. Sau khi điều chỉnh địa giới hành chính:
  1. Huyện Kim Bôi còn lại 55.103,38 ha diện tích tự nhiên và 114.015 nhân khẩu; có 28 đơn vị hành chính trực thuộc, bao gồm các xã: Bắc Sơn, Bình Sơn, Cuối Hạ, Đông Bắc, Đú Sáng, Hạ Bì, Hợp Đồng, Hợp Kim, Hùng Tiến, Kim Bình, Kim Bôi, Kim Sơn, Kim Tiến, Kim Truy, Lập Chiệng, Mị Hòa, Nam Thượng, Nật Sơn, Nuông Dăm, Sào Báy, Sơn Thủy, Thượng Bì, Thượng Tiến, Trung Bì, Tú Sơn, Vĩnh Đồng, Vĩnh Tiến và thị trấn Bo.
  2. Huyện Đà Bắc còn lại 77.903,86 ha diện tích tự nhiên và 52.381 nhân khẩu; có 20 đơn vị hành chính trực thuộc, bao gồm các xã: Cao Sơn, Đoàn Kết, Đồng Chum, Đồng Nghê, Đồng Ruộng, Giáp Đắt, Hào Lý, Hiền Lương, Mường Chiềng, Mường Tuổng, Suối Nánh, Tân Minh, Tân Pheo, Tiền Phong, Toàn Sơn, Trung Thành, Tú Lý, Vầy Nưa, Yên Hòa và thị trấn Đà Bắc.
  3. Tỉnh Hòa Bình có 459.635,15 ha diện tích tự nhiên và 832.543 nhân khẩu; có 11 đơn vị hành chính trực thuộc, bao gồm 10 huyện: Lạc Thủy, Kim Bôi, Lương Sơn, Kỳ Sơn, Đà Bắc, Mai Châu, Cao Phong, Tân Lạc, Lạc Sơn, Yên Thủy và thành phố Hòa Bình.

#### Năm 2011: Quyết định số 1860/QĐ-TTg
- Quyết định số 1860/QĐ-TTg[27] ngày 21 tháng 10 năm 2011 của Thủ tướng Chính phủ về việc xác định địa giới hành chính giữa thành phố Hà Nội và tỉnh Hòa Bình tại bảy khu vực chồng lấn do lịch sử để lại:
- Thành phố Hà Nội, tỉnh Hòa Bình

1. Khu vực núi Đá Chẹ: Đường địa giới hành chính giữa thành phố Hà Nội và tỉnh Hòa Bình tại khu vực giáp ranh giữa xã Khánh Thượng, huyện Ba Vì, thành phố Hà Nội với xã Hợp Thịnh, huyện Kỳ Sơn, tỉnh Hòa Bình, khởi đầu từ điểm giữa sông Đà có tọa độ (X = 2323834; Y = 532528), theo hướng Đông Bắc đường địa giới đi đến bờ sông Đà tại điểm có tọa độ (X = 2324096; Y = 532818) rồi đi đến góc hồ có tọa độ (X = 2324304; Y = 533033), chuyển hướng Đông Nam, Đông - Đông Bắc đường địa giới đi men theo chân núi đá (đường bờ nước) đến điểm khe cạn gặp hồ thì chuyển hướng Bắc đi theo khe cạn đến khu dân cư thì đổi hướng Tây Bắc đi ven khu dân cư đến gặp đường nhựa, tiếp tục đổi hướng Đông đi theo đường nhựa đến ngã ba đường nhựa với đường đất có tọa độ (X = 2324527; Y = 533240). Từ đây đường địa giới theo hướng Đông Bắc, Đông Nam rồi Bắc - Đông Bắc đi theo đường vào kho mìn, rồi theo ranh giới giữa ruộng sắn với vườn keo đến đường mòn và đi theo đường mòn đến ngã ba giữa đường đất với đường mòn vào kho mìn có tọa độ (X = 2324696; Y = 533505).
2. Khu vực núi Ô Môn: Đường địa giới hành chính giữa thành phố Hà Nội và tỉnh Hòa Bình tại khu vực giáp ranh giữa xã Tuy Lai, huyện Mỹ Đức, thành phố Hà Nội với các xã: Trung Sơn, Cao Dương, huyện Lương Sơn, tỉnh Hòa Bình, khởi đầu từ điểm trên yên ngựa có tọa độ (X = 2298201; Y = 567296), theo hướng chung Nam - Đông Nam đường địa giới đi theo sống núi liên tục qua các đỉnh cao 215,0 m; 212,0 m; 208,0 m; 312,2 m; 317,0 m; 230,0 m; 222,0 m đến điểm cao 210,0 m chuyển hướng chung Nam - Tây Nam, đường địa giới đi theo dông núi đến ranh giới giữa đầm và hồ Ngái Lạng, đi theo ranh giới giữa đầm và hồ Ngái Lạng lên dông núi đến đỉnh núi có tọa độ (X = 2291911; Y = 568721).
3. Khu vực hồ Đồng Sương: Đường địa giới hành chính giữa thành phố Hà Nội và tỉnh Hòa Bình tại khu vực giáp ranh giữa xã Trần Phú, huyện Chương Mỹ, thành phố Hà Nội với xã Thành Lập, huyện Lương Sơn, tỉnh Hòa Bình, khởi đầu từ điểm ngoặt bờ đê hồ Đồng Sương có tọa độ (X = 2302734; Y = 566275) theo hướng chung Tây - Tây Nam và Nam, đường địa giới đi theo chân bờ đê, qua chân bờ đập, rồi theo mép hồ Đồng Sương, theo suối, theo sống núi qua các đỉnh cao 56,9 m, 64,4 m đến gặp đường tại điểm có tọa độ (X = 2299649; Y = 565513). Từ đây đường địa giới chuyển hướng Tây Nam rồi Đông Nam đi theo đường đến điểm có tọa độ (X = 2299454; Y = 565730) rồi theo hướng chung Đông Bắc đi theo dông đồi, men theo khu dân cư đến gặp khe suối thì chuyển hướng Đông - Đông Nam đi theo khe, rồi theo hiện trạng hai bên đang quản lý đến đường Hồ Chí Minh. Từ đây theo hướng Bắc - Đông Bắc, đường địa giới đi theo đường Hồ Chí Minh đến gặp suối thì chuyển hướng Đông Nam và Nam đi theo suối đến đường đá đổi hướng Đông đi theo đường đá lên đỉnh đồi cao 243 m có tọa độ (X = 2299394; Y = 567267).
4. Khu vực Trường Cao đẳng Cộng đồng Hà Tây: Đường địa giới hành chính giữa thành phố Hà Nội và tỉnh Hòa Bình tại khu vực giáp ranh giữa xã Thủy Xuân Tiên, huyện Chương Mỹ, thành phố Hà Nội với xã Nhuận Trạch, huyện Lương Sơn, tỉnh Hòa Bình, khởi đầu từ giao điểm giữa đường Hồ Chí Minh với mép ngoài tường bao khu hiệu bộ của Trường Cao đẳng Cộng đồng Hà Tây, theo hướng Tây Nam đường địa giới đi theo mép ngoài tường bao khu hiệu bộ đến giao điểm giữa tường bao với đường đất lớn. Từ đây đường địa giới chuyển hướng Tây Bắc và Bắc đi theo đường đất lớn đến ngã ba đường đất lớn có tọa độ (X = 2307568; Y = 559682); chuyển hướng Tây đường địa giới đi theo đường đất lớn đến ngã ba đường có tọa độ (X = 2307560; Y = 559613), chuyển hướng Tây Bắc đi theo đường đất lớn, rồi theo mương đến đường ranh giới hiện trạng hai bên đang quản lý.
5. Khu vực đồi Lau: Đường địa giới hành chính giữa thành phố Hà Nội và tỉnh Hòa Bình tại khu vực giáp ranh giữa xã Đông Yên, huyện Quốc Oai, thành phố Hà Nội với xã Hòa Sơn, huyện Lương Sơn, tỉnh Hòa Bình, khởi đầu từ đỉnh đồi Lau, theo hướng Đông - Đông Bắc đường địa giới đi đến ranh giới giữa nhà ông Vũ Viết Tuận (xã Hòa Sơn, huyện Lương Sơn) và nhà bà Lê Thị Giảo (xã Đông Yên, huyện Quốc Oai), đi theo ranh giới giữa nhà ông Vũ Viết Tuận và nhà bà Lê Thị Giảo đến đường Hồ Chí Minh, chuyển hướng Bắc - Tây Bắc đường địa giới đi theo đường Hồ Chí Minh đến điểm giáp ranh giữa khu nhà Vòm với khu dân cư có tọa độ (X = 2314590; Y = 559089). Từ đây theo hướng Đông Bắc đường địa giới đi theo ranh giới giữa khu nhà Vòm với khu dân cư đến điểm có tọa độ (X = 2314664; Y = 559203) thì đổi hướng Nam - Đông Nam đi theo tường bao khu K12 đến điểm có tọa độ (X = 2314442; Y = 559427).
6. Khu vực Tân Mai, giáp ranh giữa thị trấn Xuân Mai, huyện Chương Mỹ, thành phố Hà Nội với xã Hòa Sơn, huyện Lương Sơn, tỉnh Hòa Bình.
  1. Khu vực cầu Ké - cầu Năm Lu: Đường địa giới hành chính giữa thành phố Hà Nội và tỉnh Hòa Bình tại khu vực giáp ranh giữa thị trấn Xuân Mai, huyện Chương Mỹ, thành phố Hà Nội với xã Hòa Sơn, huyện Lương Sơn, tỉnh Hòa Bình, khởi đầu từ điểm giữa suối có tọa độ (X = 2309882; Y = 557674) theo hướng Tây Bắc, đường địa giới đi theo suối đến điểm có tọa độ (X = 2309934; Y = 557638), chuyển hướng chung Tây Nam đi theo đường đất lớn đến ngã ba đường có tọa độ (X = 2309754, Y = 557529), chuyển hướng Nam - Đông Nam đi theo đường đến quốc lộ 6 rồi chuyển hướng Tây - Tây Nam đi theo quốc lộ 6 đến điểm có tọa độ (X = 2309431; Y = 557283). Từ đây đường địa giới đi theo hướng Nam đến sông Bùi thì chuyển hướng Nam và Đông - Đông Bắc đi theo sông Bùi đến điểm có tọa độ (X = 2309158; Y = 557987).
  2. Khu vực Lữ đoàn Tăng - Thiết giáp 201: Đường địa giới hành chính giữa thành phố Hà Nội và tỉnh Hòa Bình tại khu vực giáp ranh giữa thị trấn Xuân Mai, huyện Chương Mỹ, thành phố Hà Nội với xã Hòa Sơn, huyện Lương Sơn, tỉnh Hòa Bình, khởi đầu từ đỉnh núi Luốt theo hướng Tây - Tây Nam đường địa giới đi theo dông núi đến ngã ba giữa đường đất lớn với ranh giới của khu doanh trại quân đội có tọa độ (X = 2312282; Y = 558325), chuyển hướng Tây và Tây Nam, đường địa giới đi theo ranh giới của khu doanh trại Quân đội rồi đi theo đường nhựa đến điểm có tọa độ (X = 2312170; Y = 557778). Từ đây đường địa giới theo hướng Đông Nam và Tây Bắc đi bao quanh khu dân cư thuộc xã Hòa Sơn rồi chuyển hướng Tây Nam, Đông Nam và Nam - Tây Nam đi theo đường nhựa đến gặp đường đất lớn, tiếp tục đi theo đường đất lớn rồi theo ranh giới của khu doanh trại quân đội, theo khe đến gặp đường nhựa tại điểm có tọa độ (X = 2310358; Y = 558053).
7. Khu vực núi Giang Bò: Đường địa giới hành chính giữa thành phố Hà Nội và tỉnh Hòa Bình tại khu vực giáp ranh giữa xã Nam Phương Tiến, huyện Chương Mỹ, thành phố Hà Nội với xã Liên Sơn, huyện Lương Sơn, tỉnh Hòa Bình, khởi đầu từ giao điểm giữa đường mòn với suối có tọa độ (X = 2303320; Y = 560067), theo hướng chung Tây Nam đường địa giới đi theo suối, theo khe đến sống núi rồi chuyển hướng chung Nam - Tây Nam đi theo phân thủy đến đỉnh cao 715,0 m. Từ đây theo hướng Đông Nam và Đông - Đông Bắc đường địa giới đi theo phân thủy của dãy núi Giang Bò qua các đỉnh cao 660,9 m, 605,6 m rồi chuyển hướng Bắc - Đông Bắc đi theo phân thủy qua đỉnh cao 463,3 m đến gặp đường mòn tại điểm có tọa độ (X = 2303471; Y = 560909).

#### Năm 2019: Nghị quyết số 830/NQ-UBTVQH14
- Nghị quyết số 830/NQ-UBTVQH14[28] ngày 17 tháng 12 năm 2019 của Ủy ban Thường vụ Quốc hội về việc sắp xếp các đơn vị hành chính cấp huyện, cấp xã thuộc tỉnh Hòa Bình:
- Huyện Kỳ Sơn, thành phố Hòa Bình

1. Nhập toàn bộ huyện Kỳ Sơn vào thành phố Hòa Bình.
2. Sau khi nhập, thành phố Hòa Bình có 348,65 km² diện tích tự nhiên và quy mô dân số 135.718 người.

- Thành phố Hòa Bình

1. Thành lập phường Dân Chủ trên cơ sở nhập 1,17 km2 diện tích tự nhiên, 4.141 người của phường Chăm Mát và toàn bộ xã Dân Chủ.
2. Thành lập phường Thống Nhất trên cơ sở nhập toàn bộ 1,71 km2 diện tích tự nhiên, 3.545 người của phường Chăm Mát sau khi điều chỉnh địa giới đơn vị hành chính và toàn bộ xã Thống Nhất.
3. Thành lập phường Kỳ Sơn trên cơ sở nhập 31,02 km2 diện tích tự nhiên, 4.673 người của xã Dân Hạ và toàn bộ thị trấn Kỳ Sơn.
4. Điều chỉnh 11,09 km2 diện tích tự nhiên, 578 người của xã Thái Thịnh vào phường Thái Bình.
5. Nhập toàn bộ 6,50 km2 diện tích tự nhiên, 593 người của xã Thái Thịnh sau khi điều chỉnh địa giới đơn vị hành chính vào xã Hòa Bình.
6. Nhập toàn bộ 5,95 km2 diện tích tự nhiên, 730 người của xã Dân Hạ sau khi điều chỉnh địa giới đơn vị hành chính vào xã Độc Lập.
7. Nhập toàn bộ xã Dân Hòa vào xã Mông Hóa.
8. Thành lập xã Quang Tiến trên cơ sở nhập toàn bộ xã Phúc Tiến và xã Yên Quang.
9. Thành lập xã Thịnh Minh trên cơ sở nhập toàn bộ xã Hợp Thịnh và xã Phú Minh.
10. Sau khi sắp xếp, thành phố Hòa Bình có 19 đơn vị hành chính cấp xã, gồm 10 phường: Dân Chủ, Đồng Tiến, Hữu Nghị, Kỳ Sơn, Phương Lâm, Tân Hòa, Tân Thịnh, Thái Bình, Thịnh Lang, Thống Nhất và 09 xã: Độc Lập, Hòa Bình, Hợp Thành, Mông Hóa, Quang Tiến, Sủ Ngòi, Thịnh Minh, Trung Minh, Yên Mông.

- Huyện Cao Phong

1. Thành lập xã Hợp Phong trên cơ sở nhập toàn bộ xã Đông Phong, xã Tân Phong và xã Xuân Phong.
2. Thành lập xã Thạch Yên trên cơ sở nhập toàn bộ xã Yên Lập và xã Yên Thượng.
3. Sau khi sắp xếp, huyện Cao Phong có 10 đơn vị hành chính cấp xã, gồm 09 xã và 01 thị trấn.

- Huyện Đà Bắc

1. Thành lập xã Tú Lý trên cơ sở nhập 35,21 km2 diện tích tự nhiên, 3.449 người của xã Tu Lý và toàn bộ xã Hào Lý.
2. Nhập toàn bộ 9,52 km2 diện tích tự nhiên, 2.125 người của xã Tu Lý sau khi điều chỉnh địa giới đơn vị hành chính vào thị trấn Đà Bắc.
3. Nhập toàn bộ xã Mường Tuồng vào xã Mường Chiềng.
4. Thành lập xã Nánh Nghê trên cơ sở nhập toàn bộ xã Đồng Nghê và xã Suối Nánh.
5. Sau khi sắp xếp, huyện Đà Bắc có 17 đơn vị hành chính cấp xã, gồm 16 xã và 01 thị trấn.

- Huyện Kim Bôi

1. Nhập toàn bộ xã Hạ Bị và xã Kim Bình vào thị trấn Bo.
2. Thành lập xã Hùng Sơn trên cơ sở nhập toàn bộ xã Bắc Sơn, xã Hùng Tiến và xã Nật Sơn.
3. Thành lập xã Kim Lập trên cơ sở nhập toàn bộ xã Lập Chiệng, xã Kim Sơn và xã Hợp Kim.
4. Thành lập xã Xuân Thủy trên cơ sở nhập toàn bộ xã Sơn Thủy, xã Thượng Bì và xã Trung Bì.
5. Thành lập xã Hợp Tiến trên cơ sở nhập toàn bộ xã Hợp Đồng và xã Thượng Tiến.
6. Nhập toàn bộ xã Kim Tiến và xã Kim Truy vào xã Kim Bôi.
7. Sau khi sắp xếp, huyện Kim Bôi có 17 đơn vị hành chính cấp xã, gồm 16 xã và 01 thị trấn.

- Huyện Lạc Sơn

1. Thành lập xã Quyết Thắng trên cơ sở nhập toàn bộ xã Chí Thiện, xã Phú Lương và xã Phúc Tuy.
2. Thành lập xã Vũ Bình trên cơ sở nhập toàn bộ xã Bình Cảng, xã Bình Chân và xã Vũ Lâm.
3. Nhập toàn bộ xã Liên Vũ vào thị trấn Vụ Bản.
4. Sau khi sắp xếp, huyện Lạc Sơn có 24 đơn vị hành chính cấp xã, gồm 23 xã và 01 thị trấn.

- Huyện Lạc Thủy

1. Thành lập thị trấn Ba Hàng Đồi trên cơ sở nhập toàn bộ xã Thanh Nông và thị trấn Thanh Hà.
2. Thành lập xã Thống Nhât trên cơ sở nhập toàn bộ xã An Lạc, xã Đồng Môn và xã Liên Hòa.
3. Nhập toàn bộ xã Lạc Long vào thị trấn Chi Nê.
4. Thành lập xã Phú Nghĩa trên cơ sở nhập toàn bộ xã Cổ Nghĩa và xã Phú Lão.
5. Sau khi sắp xếp, huyện Lạc Thủy có 10 đơn vị hành chính cấp xã, gồm 08 xã và 02 thị trấn.

- Huyện Lương Sơn

1. Điều chỉnh 4,42 km2 diện tích tự nhiên, 1.508 người của xã Liên Sơn vào xã Cư Yên.
2. Nhập toàn bộ xã Thành Lập, xã Tiến Sơn và xã Trung Sơn vào xã Liên Sơn.
3. Thành lập xã Cao Sơn trên cơ sở sáp nhập toàn bộ xã Cao Răm, xã Hợp Hòa và xã Trường Sơn.
4. Nhập toàn bộ xã Hợp Châu và xã Tân Thành vào xã Cao Dương.
5. Thành lập xã Thanh Sơn trên cơ sở sáp nhập toàn bộ xã Hợp Thanh và xã Long Sơn.
6. Thành lập xã Thanh Cao trên cơ sở sáp nhập toàn bộ xã Cao Thắng và xã Thanh Lương.
7. Sau khi sắp xếp, huyện Lương Sơn có 11 đơn vị hành chính cấp xã, gồm 10 xã và 01 thị trấn.

- Huyện Mai Châu

1. Thành lập xã Tân Thủy trên cơ sở nhập 11,76 km2 diện tích tự nhiên, 404 người của xã Tân Mai xã Tân Mai; toàn bộ xã Ba Khan và xã Phúc Sạn.
2. Thành lập xã Tân Thành trên cơ sở nhập 23,00 km2 diện tích tự nhiên, 840 người của xã Tân Mai sau khi điều chỉnh địa giới đơn vị hành chính và toàn bộ xã Tân Dân.
3. Nhập toàn bộ xã Piềng Vế vào xã Bao La.
4. Nhập toàn bộ xã Nà Mèo vào xã Nà Phòn.
5. Thành lập xã Thành Sơn trên cơ sở nhập toàn bộ xã Noong Luông, xã Pù Bin và xã Thung Khe.
6. Thành lập xã Đồng Tân trên cơ sở nhập toàn bộ xã Đồng Bảng và xã Tân Sơn.
7. Sau khi sắp xếp, huyện Mai Châu có 16 đơn vị hành chính cấp xã, gồm 15 xã và 01 thị trấn.

- Huyện Tân Lạc

1. Thành lập xã Vân Sơn trên cơ sở nhập toàn bộ xã Bắc Sơn, xã Lũng Vân và xã Nam Sơn.
2. Thành lập xã Nhân Mỹ trên cơ sở nhập toàn bộ xã Do Nhân, xã Quy Mỹ và xã Tuân Lộ.
3. Thành lập thị trấn Mãn Đức trên cơ sở nhập toàn bộ xã Quy Hậu, xã Mãn Đức và thị trấn Mường Khến.
4. Nhập toàn bộ xã Địch Giáo vào xã Phong Phú.
5. Thành lập xã Suối Hoa trên cơ sở nhập toàn bộ xã Ngòi Hoa và xã Trung Hòa.
6. Sau khi sắp xếp, huyện Tân Lạc có 16 đơn vị hành chính cấp xã, gồm 15 xã và 01 thị trấn.

- Huyện Yên Thủy

1. Nhập toàn bộ xã Lạc Hưng vào xã Bảo Hiệu.
2. Nhập toàn bộ xã Yên Lạc vào thị trấn Hàng Trạm.
3. Sau khi sắp xếp, huyện Yên Thủy có 11 đơn vị hành chính cấp xã, gồm 10 xã và 01 thị trấn.
4. Tỉnh Hòa Bình có 10 đơn vị hành chính cấp huyện, gồm 09 huyện và 01 thành phố; 151 đơn vị hành chính cấp xã, gồm 131 xã, 10 phường và 10 thị trấn.

#### Năm 2020: Nghị quyết số 76/NQ-CP
- Nghị quyết số 76/NQ-CP[29] ngày 22 tháng 5 năm 2020 của Chính phủ về việc xác định địa giới hành chính giữa tỉnh Hòa Bình và tỉnh Ninh Bình tại hai khu vực do lịch sử để lại:
- Tỉnh Hòa Bình, tỉnh Ninh Bình

1. Đường địa giới hành chính giữa tỉnh Hòa Bình và tỉnh Ninh Bình tại khu vực đền Cát Đùn, giáp ranh giữa xã Đồng Tâm, huyện Lạc Thủy, tỉnh Hòa Bình và xã Xích Thổ, huyện Nho Quan; xã Gia Hưng, xã Gia Hòa, huyện Gia Viễn, tỉnh Ninh Bình được thể hiện trên 01 mảnh bản đồ địa hình tỷ lệ 1:10.000 hệ tọa độ quốc gia VN-2000 có phiên hiệu F-48-92-B-a-4 do Bộ Tài nguyên và Môi trường thành lập năm 2011, là đường địa giới hành chính cấp tỉnh được tô bo màu hồng, khởi đầu từ điểm địa giới tỉnh Hòa Bình và tỉnh Ninh Bình đã thống nhất tại đỉnh núi Mặt Quỷ có độ cao 275,2 m, theo hướng Đông Nam, đi theo sống núi qua các đỉnh núi có độ cao 200,7 m; 251,4 m; 266,1 m, qua cửa Tráp rồi qua các đỉnh núi có độ cao 203,7 m; 239,6 m; 273,5 m, chuyển hướng Đông Bắc theo sống núi đến yên ngựa, chuyển hướng Bắc - Tây Bắc đi theo khe đến gặp suối, đi giữa suối đến gặp điểm thờ cúng tâm linh (điểm thờ cúng tâm linh do tỉnh Ninh Bình quản lý), tiếp tục đi giữa suối đến gặp đường tụ thủy, chuyển hướng Đông - Đông Bắc đi thẳng lên đỉnh núi có độ cao 384,9 m, chuyển hướng Nam - Đông Nam, Tây Nam và Đông Nam đi theo sống núi qua các đỉnh núi có độ cao 324,7 m; 322,3 m; 271,9 m; 283,3 m; 291,4 m; 285,9 m; 293,6 m; 303,7 m đến đỉnh 297,3 m là điểm địa giới tỉnh Hòa Bình và tỉnh Ninh Bình đã thống nhất.
2. Đường địa giới hành chính giữa tỉnh Hòa Bình và tỉnh Ninh Bình tại khu vực Chín quả đồi Lim, giáp ranh giữa xã Đoàn Kết, huyện Yên Thủy, tỉnh Hòa Bình và xã Thạch Bình, huyện Nho Quan, tỉnh Ninh Bình nằm trên 01 mảnh bản đồ địa hình tỷ lệ 1:10.000 hệ tọa độ quốc gia VN-2000 có phiên hiệu F-48-92-A-b-4 do Bộ Tài nguyên và Môi trường thành lập năm 2011, là đường địa giới hành chính cấp tỉnh được tô bo màu hồng, khởi đầu từ điểm địa giới tỉnh Hòa Bình và tỉnh Ninh Bình đã thống nhất tại ngã ba giữa sông Lạng với nhánh của sông Lạng, phía Nam đồi cao 21,6 m, theo hướng Bắc - Tây Bắc, đi giữa sông Lạng đến điểm ngoặt của sông Lạng, chuyển hướng Đông Bắc đến bờ ao, đi theo phía Nam bờ ao đến giao điểm bờ ao với đường tụ thủy, theo khe đến đỉnh núi có độ cao 71,3 m, chuyển hướng Bắc - Đông Bắc, theo sống núi xuống chân núi gặp đường đất, theo hướng Tây Bắc đi giữa đường đất đến giao điểm giữa đường đất với tụ thủy, chuyển hướng Bắc - Đông Bắc đi theo khe đến đỉnh núi có độ cao 71,6 m, tiếp tục theo sống núi đến đỉnh núi có độ cao 71,3 m, chuyển hướng Bắc - Tây Bắc theo sống núi qua các đỉnh núi có độ cao 67,1 m; 61,0 m; 41,8 m; 51,3 m xuống gặp suối, đi giữa suối, khe, chuyển hướng Tây Nam đi giữa suối, rồi cắt thẳng ra đến giữa sông Lạng là điểm địa giới tỉnh Hòa Bình và tỉnh Ninh Bình đã thống nhất.

#### Năm 2020: Nghị quyết số 77/NQ-CP
- Nghị quyết số 77/NQ-CP[30] ngày 22 tháng 5 năm 2020 của Chính phủ về việc xác định địa giới hành chính giữa tỉnh Hòa Bình và tỉnh Thanh Hóa tại khu vực Vạn Mai do lịch sử để lại:
- Tỉnh Hòa Bình, tỉnh Thanh Hóa

1. Đường địa giới hành chính giữa tỉnh Hòa Bình và tỉnh Thanh Hóa tại khu vực Vạn Mai, giáp ranh giữa xã Mai Hịch, xã Vạn Mai, huyện Mai Châu, tỉnh Hòa Bình và xã Phú Thanh, huyện Quan Hóa, tỉnh Thanh Hóa nằm trên 03 mảnh bản đồ địa hình tỷ lệ 1:10.000 hệ tọa độ quốc gia VN-2000 có phiên hiệu F-48-78-D-d-2, F-48-79-C-c-1 và F-48-79-C-c-2 do Bộ Tài nguyên và Môi trường thành lập năm 2011, là đường địa giới hành chính cấp tỉnh được tô bo màu hồng, khởi đầu từ điểm địa giới tỉnh Hòa Bình và tỉnh Thanh Hóa đã thống nhất tại giao điểm giữa suối Quên với quốc lộ 15A, theo hướng Nam - Tây Nam, đi giữa suối Quên đến ngã ba giữa suối Quên và sông Mã, chuyển hướng Đông - Đông Nam đi giữa sông Mã đến ngã ba giữa sông Mã với suối Co Bông, chuyển hướng Đông Bắc đi giữa suối Co Bông rồi theo khe đến đỉnh núi Thám Pùng có độ cao 322,0 m, theo hướng Đông - Đông Nam đi thẳng đến đỉnh núi có độ cao 343,5 m, tiếp tục theo sống núi qua các đỉnh núi có độ cao 365,7 m; 664,5 m; 506,8 m đến đỉnh núi có độ cao 788,0 m là điểm địa giới tỉnh Hòa Bình và tỉnh Thanh Hóa đã thống nhất.

#### Năm 2021: Nghị quyết số 1189/NQ-UBTVQH14
- Nghị quyết số 1189/NQ-UBTVQH14[31] ngày 12 tháng 1 năm 2021 của Ủy ban Thường vụ Quốc hội về việc thành lập phường Quỳnh Lâm và phường Trung Minh thuộc thành phố Hòa Bình, tỉnh Hòa Bình:
- Thành phố Hòa Bình

1. Thành lập phường Quỳnh Lâm trên cơ sở toàn bộ xã Sủ Ngòi.
2. Thành lập phường Trung Minh trên cơ sở toàn bộ xã Trung Minh.
3. Sau khi thành lập phường Quỳnh Lâm và phường Trung Minh:
  1. Thành phố Hòa Bình có 19 đơn vị hành chính cấp xã, gồm 12 phường và 07 xã.
  2. Tỉnh Hòa Bình có 10 đơn vị hành chính cấp huyện, gồm 09 huyện và 01 thành phố; 151 đơn vị hành chính cấp xã, gồm 129 xã, 12 phường và 10 thị trấn.

#### Năm 2025: Nghị quyết số 202/2025/QH15
- Nghị quyết số 202/2025/QH15[32] ngày 12 tháng 6 năm 2025 của Quốc hội về việc sắp xếp đơn vị hành chính cấp tỉnh:
- Tỉnh Vĩnh Phúc, tỉnh Hòa Bình, tỉnh Phú Thọ

1. Sắp xếp toàn bộ diện tích tự nhiên, quy mô dân số của tỉnh Vĩnh Phúc, tỉnh Hòa Bình và tỉnh Phú Thọ thành tỉnh mới có tên gọi là tỉnh Phú Thọ.

| Đơn vị hành chính của tỉnh Hòa Bình (tính đến ngày 12 tháng 6 năm 2025) | Đơn vị hành chính của tỉnh Hòa Bình (tính đến ngày 12 tháng 6 năm 2025) | Đơn vị hành chính của tỉnh Hòa Bình (tính đến ngày 12 tháng 6 năm 2025) |
| Số thứ tự                                                               | Đơn vị hành chính cấp huyện                                             | Đơn vị hành chính cấp xã |
| ----------------------------------------------------------------------- | ----------------------------------------------------------------------- | --- |
| 1                                                                       | Thành phố Hòa Bình                                                      | 12 phường: Dân Chủ, Đồng Tiến, Hữu Nghị, Kỳ Sơn, Phương Lâm, Quỳnh Lâm, Tân Hòa, Tân Thịnh, Thái Bình, Thịnh Lang, Thống Nhất, Trung Minh và 7 xã: Độc Lập, Hòa Bình, Hợp Thành, Mông Hóa, Quang Tiến, Thịnh Minh, Yên Mông                                      |
| 2                                                                       | Huyện Cao Phong                                                         | Thị trấn Cao Phong và 9 xã: Bắc Phong, Bình Thanh, Dũng Phong, Hợp Phong, Nam Phong, Tây Phong, Thạch Yên, Thu Phong, Thung Nai |
| 3                                                                       | Huyện Đà Bắc                                                            | Thị trấn Đà Bắc và 16 xã: Cao Sơn, Đoàn Kết, Đồng Chum, Đồng Ruộng, Giáp Đắt, Hiền Lương, Mường Chiềng, Nánh Nghê, Tân Minh, Tân Pheo, Tiền Phong, Toàn Sơn, Trung Thành, Tú Lý, Vầy Nưa, Yên Hòa                                                                |
| 4                                                                       | Huyện Kim Bôi                                                           | Thị trấn Bo và 16 xã: Bình Sơn, Cuối Hạ, Đông Bắc, Đú Sáng, Hợp Tiến, Hùng Sơn, Kim Bôi, Kim Lập, Mỵ Hòa, Nam Thượng, Nuông Dăm, Sào Báy, Tú Sơn, Vĩnh Đồng, Vĩnh Tiến, Xuân Thủy                                                                                |
| 5                                                                       | Huyện Lạc Sơn                                                           | Thị trấn Vụ Bản và 23 xã: Ân Nghĩa, Bình Hẻm, Chí Đạo, Định Cư, Hương Nhượng, Miền Đồi, Mỹ Thành, Ngọc Lâu, Ngọc Sơn, Nhân Nghĩa, Quý Hòa, Quyết Thắng, Tân Lập, Tân Mỹ, Thượng Cốc, Tự Do, Tuân Đạo, Văn Nghĩa, Văn Sơn, Vũ Bình, Xuất Hóa, Yên Nghiệp, Yên Phú |
| 6                                                                       | Huyện Lạc Thủy                                                          | 2 thị trấn: Ba Hàng Đồi, Chi Nê và 8 xã: An Bình, Đồng Tâm, Hưng Thi, Khoan Dụ, Phú Nghĩa, Phú Thành, Thống Nhất, Yên Bồng |
| 7                                                                       | Huyện Lương Sơn                                                         | Thị trấn Lương Sơn và 10 xã: Cao Dương, Cao Sơn, Cư Yên, Hòa Sơn, Lâm Sơn, Liên Sơn, Nhuận Trạch, Tân Vinh, Thanh Cao, Thanh Sơn |
| 8                                                                       | Huyện Mai Châu                                                          | Thị trấn Mai Châu và 15 xã: Bao La, Chiềng Châu, Cun Pheo, Đồng Tân, Hang Kia, Mai Hạ, Mai Hịch, Nà Phòn, Pà Cò, Sơn Thủy, Tân Thành, Thành Sơn, Tòng Đậu, Vạn Mai, Xăm Khòe                                                                                     |
| 9                                                                       | Huyện Tân Lạc                                                           | Thị trấn Mãn Đức và 15 xã: Đông Lai, Gia Mô, Lỗ Sơn, Mỹ Hòa, Ngổ Luông, Ngọc Mỹ, Nhân Mỹ, Phong Phú, Phú Cường, Phú Vinh, Quyết Chiến, Suối Hoa, Thanh Hối, Tử Nê, Vân Sơn                                                                                       |
| 10                                                                      | Huyện Yên Thủy                                                          | Thị trấn Hàng Trạm và 10 xã: Bảo Hiệu, Đa Phúc, Đoàn Kết, Hữu Lợi, Lạc Lương, Lạc Sỹ, Lạc Thịnh, Ngọc Lương, Phú Lai, Yên Trị |
| Tổng cộng                                                               | 10 đơn vị hành chính cấp huyện, gồm 09 huyện và 01 thành phố            | 151 đơn vị hành chính cấp xã, gồm 129 xã, 12 phường và 10 thị trấn |